# تنشگاه
تنشگاه (انگلیسی: Asperity) به ناحیه‌ای در یک گسل فعال گفته می‌شود که در آن اصطکاک افزایش یافته است، به‌طوری که گسل به جای لغزش پیوسته (مانند خزش بدون لرزه)، ممکن است قفل شود. گسیخت زمین‌لرزه معمولاً با شکست یک تنشگاه آغاز می‌شود که باعث حرکت گسل می‌شود.